# 1995 nos jogos eletrônicos

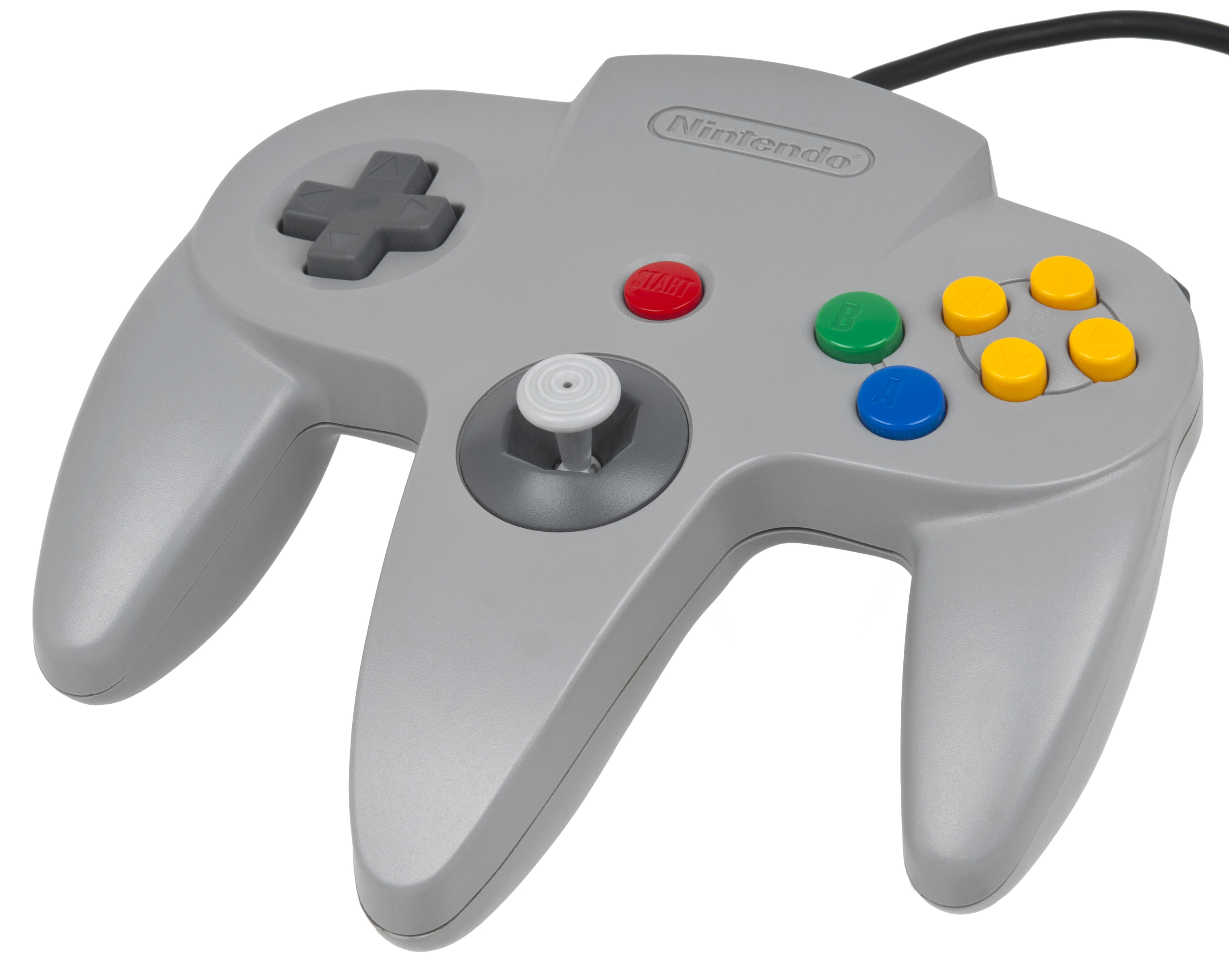
controle do Nintendo 64

Esta página reúne acontecimentos na área de jogos eletrônicos no ano de 1995.

## Consoles lançados
- Sega Saturn

## Jogos lançados

### Mega Drive
- FIFA Soccer 95
- Mortal Kombat III
- Sonic Drift 2

- Comix Zone

### Super Nintendo
- Super Mario World 2: Yoshi's Island
- Donkey Kong Country 2: Diddy's Kong Quest
- Mega Man VII
- Mega Man X2
- Mortal Kombat III
- International Superstar Soccer[2]
- International Superstar Soccer Deluxe
- Kirby's Avalanche
- Earthworm Jim 2
- Final Fight 3
- Top Gear 3000
- Toy Story
- Super Bomberman 3

### Neo-Geo
- The King of Fighters '95
- Samurai Shodown III

### Playstation
- Chrono Trigger
- Tekken 2

### Saturn
- Virtua Fighter

### Game Boy
- Donkey Kong Land
- Kirby's Block Ball